# نقب الجمجمة

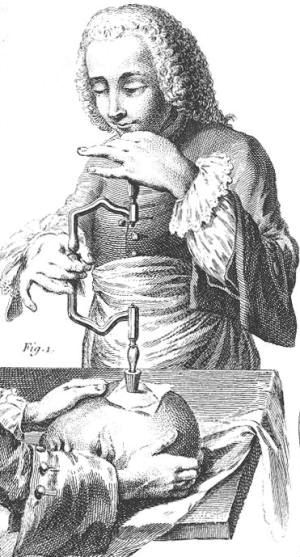
رسم توضيحي لعملية ثقب جمجمة في القرن الثامن عشر فرنسا.

ثقب الجمجمة أو نقب الجمجمة هي عملية جراحية أو تدخل جراحي لثقب وإحداث حفرة في جمجمة الإنسان لتعريض الأم الجافية (منطقة في الدماغ) للعلاج وكشف المشاكل الصحية المرتبطة بقحفية الدماغ. وقد تعني أيضًا إحداث أي ثقب في أي طبقة من طبقات جسم الإنسان بما فيها طبقة الأظافر ((أي الطبقة الواقعة تحت (الظفر). يستخدم غالبًا منشار للتخفيف من الضغط الواقع تحت طبقة الجمجمة، وهي أداة تستخدم لقطع أو لنشر قطعة دائرية من عظمة الجمجمة.
وجد الدليل على النقب أو عملية نشر الجمجمة قبل التاريخ إلى العصر الحجري الحديث ومابعده تشير النقوشات والرسومات الموجودة في الكهوف على تصديق الناس لهذه العملية بقدرتها على شفاء الصرع، الصداع النصفي والاضطرابات النفسية. احتفظ الناس قبل التاريخ بقطعة الجمجمة المنشورة واعتقدوا بأن احتفاظهم بها يعتبر كلعنة لطرد الأرواح الشريرة.
تشير الأدلة إلى أن هذا الإجراء الجراحي، يعتبر إجراء جراحي بدائي طارئ بعدما تصاب الجمجمة لإزالة الأجزاء المتحطمة من الجمجمة المكسورة، وتنظيف الدم الجاري تحتها بعد تلقيها للضربة أو الحادثة مثل هذه الإصابات كانت نموذجية لأسلحة بدائية كالحبال وأندية الحرب.
هناك بعض الأستخدامات المعاصرة لها في جراحة العيون الحديثة، يستخدم المنقب (عملية النقب) في جراحة زرع القرنية، يعرف أيضًا إجراء حفر فجوة أو حفرةُ في الظفر أو ظفر الرجل بالثقب، تنفذ هذه العملية للتخفيف من الألم المرتبط مع ورم الظفر الدموي (دم تحت الظفر). تعبر كمية بسيطة من الدم من خلال الثقب بالتالي يخف الألم المرتبط بالورم تدريجيًا.

## تاريخ
أدلة عصور ما قبل التاريخ:-
ربما يكون النقب من أقدم الإجراءات الجراحية بناءً على ما وجد من الأدلة الأثرية، وربما انتشرت في بعض المناطق على نطاق واسع من بين 120 من الجماجم التي عثر عليها في موقع الدفن في فرنسا والتابعة لعصر ما قبل التاريخ يرجع تاريخها إلى 6500 قبل الميلاد،40 منها كانت مثقوبة، كثير من مرضى ما قبل التاريخ وقبل العصر الحديث كانت لديهم علامات تشافي جماجمهم، مما يشير إلى ان الكثير ممن خضعوا لهذه العملية الجراحية بقوا على قيد الحياة وتماثلوا للشفاء.

### ما قبل كولومبوس-أمريكا الوسطى

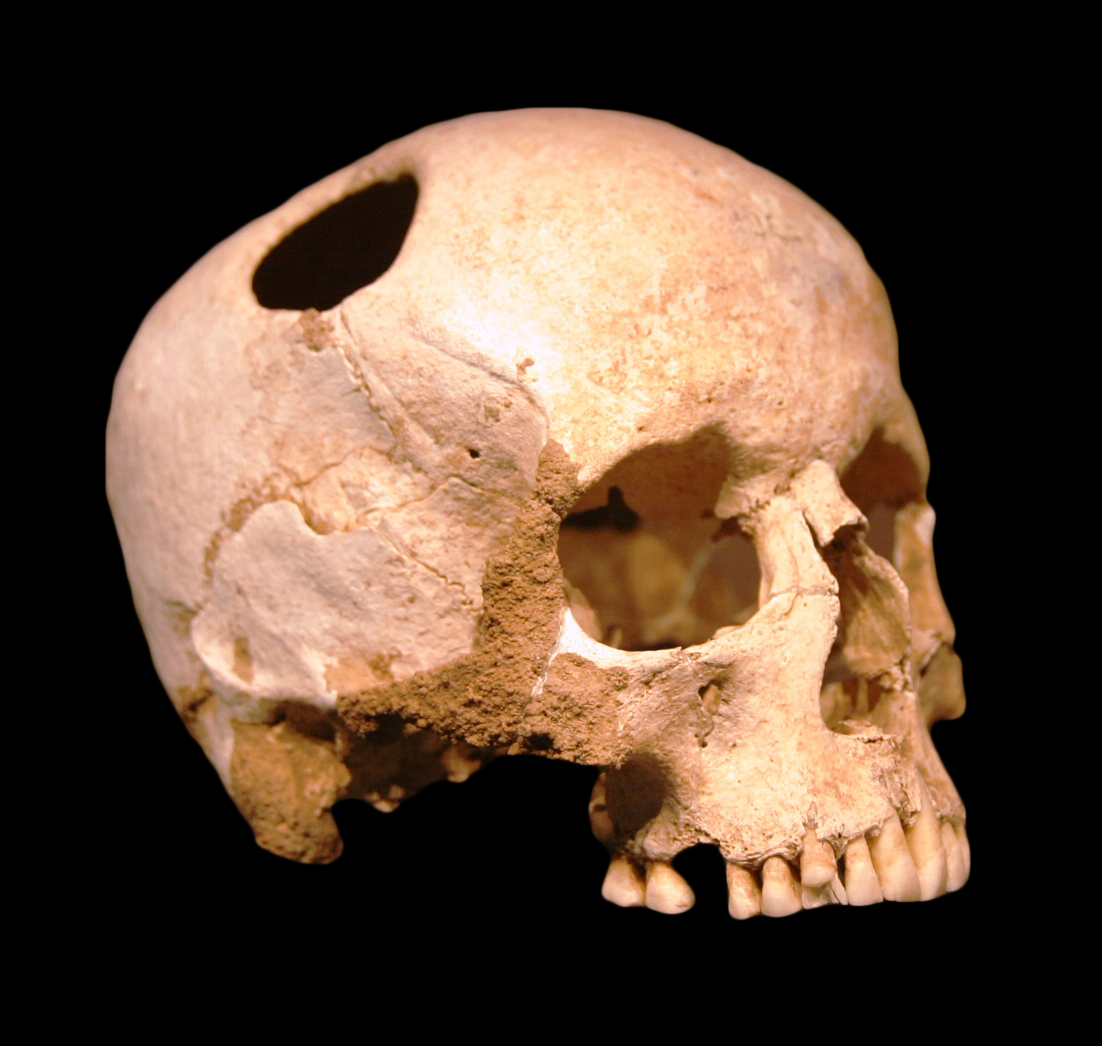
جمجمة مثقوبة تعود للعصر الحديدي. يظهر أن محيط الثقب تعافى بعد نمو أنسجة عظمية جديدة، دليل على أن المريض نجا بعد العملية.

في أمريكا الوسطى ما قبل كولومبوس، ظهرت الأدلة على ممارسة عملية الثقب ومجموعة متنوعة من تقنيات تشويه الجمجمة من عدة مصادر، بما في ذلك بقايا مادية للجمجمة في مواقع الدفن لعصر ما قبل كولومبوس، الإشارات والتلميحات الواردة في الأعمال الفنية الزيتية والتقارير من فترة مابعد الاستعمار.
من بين مجتمعات العالم الجديد، أصبحت ممارسة الثقب شائعة في الحضارة الهندية مثل ثقافة ما قبل حضارة الإنكا على سبيل المثال ثقافة باراكاس حددت منطقة إيكا فيما هي واقعة الآن في جنوب ليما وقد وجدت أيضا في اتحاد ميوزكا (كولومبيا الحالية) وإمبراطورية إنكا في كلاهما، حتى رأب القحف كان موجودًا (أي ترميم الجمجمة جراحيًا من الكسور) وهي أقل انتشارًا بين حضارات أمريكا الوسطى، على الأقل من خلال الحكم على العدد القليل نسبيا للجماجم (القحف) المثقوبة التي تم اكتشافها.
ويزيد من تعقيد السجل الأثري في أمريكا الوسطى ممارسة تشويه الجمجمة التي نفذت بعد وفاة الشخص، لتكون هذه الجمجمة بمثابة الكأس (كأس الجمجمة) كأمثال الأعداء والأسرى كان هذا تقليدًا شائعًا، صوّر في فن ماقبل كولومبوس التي أحيانا تصور وترسم الحكام وهم يحملون جماجم أعدائهم المهزومين أو العرض الشعائري لضحايا الفداء.العديد من ثقافات أمريكا الوسطى تستخدم رفوف لعرض الجماجم (تعرف عن قبيلة ناوَتل المكسيكية، تزومبانتلي-كما يسمى الرف أو المنصة-) حيث تعرض الجماجم بشكل صفوف أو أعمدة على المنصة الخشبية. وبعض الأدلة الحقيقة عن النقب الحقيقي في أمريكا الوسطى (في حين حياة الشخص) تدل على نجاته وبقاءه على قيد الحياة.
المسح الأثري القديم المنشور عن الجماجم المثقوبة كان دراسة متأخرة في القرن التاسع عشر لعديد من العينات المستعادة من جبال تراهومارا عن طريق الأثنوقرافي النرويجي كارل سوفوس لومهولتز. وثّقت الدراسات اللاحقة حالات من عدة مواقع في ولاية أوكساكا ووسط المكسيك، كمدينة تيلنتاقو المكسيكية، أوكساكا وموقع الزابوتك في monte alban (منطقة أثرية). وجد عينتان من أوطان حضارة Tlatilco (المزدهرة في حوالي 1400 ميلادي) تشير إلى أن هذه الممارسة تحتوي على تقاليد وعادات طويلة.
و أجريت دراسة على 10 حالات مدفونة من العصر الكلاسيكي المتأخر في منطقة Monte Alban ضمّنت أن عملية النقب قد طبّقت غير علاجيًا، وحيث استخدمت عدة تقنيات، وأن بعض الأشخاص قد تلقوا أكثر من عملية نقب واحدة، خلصت إلى أنها قد استخدمت تجريبيًا باستعراض الأحداث لتمثيل التجارب على الأشخاص حتى وفاتهم، فسّرت الدراسة أن استخدام هذه العملية كمؤشر على المناخ السياسي الاجتماعي المجهد الذي لم يمض وقت طويل حتى أدى إلى التخلي عن منطقة Monte Alban كمركز إداري إقليمي أساسي في مرتفعات منطقة أوكساكان.
العينات المعرّفة من منطقة حضارة مايا في جنوب المكسيك، قواتيمالا وشبه جزيرة يوكاتان لم تظهر أية أدلة وإشارات على تقنيات وعمليات الحفر والنقب وجدت في وسط المكسيك ومرتفعاتها بدلاً من ذلك، حضارة المايا (ماقبل كولومبوس) استخدمت تقنية الكشط أو الحك التي تجرى في الجزء الخلفي للجمجمة، لترقق العظم وتثقبه أحيانا، على غرار الأمثلة من تشولولا العديد من الجماجم من منطقة مايا كانت من فترة postclassic العهد الكلاسيكي (تقريبا) في أمريكا الوسطى (1400-950) وتشمل العينات التي عثر عليها في بالينكي في تشياباس في المكسيك، والمستردة من سينوتي المقدسة في الموقع الكلاسيكي الشهير من تشيتشين إيتزا في جنوب جزيرة يوكاتان.

### ما قبل حداثة أوروبا
.
عملية الثقب كانت تمارس أيضًا في فترات عصر النهضة الكلاسيكية أعطى هيبوقراط توجيهات محددة على الإجراء من حين تطوره خلال العصر اليوناني وأيضًا فصّل جالينوس في هذا الإجراء خلال العصور الوسطى وعصر النهضة، كان يمارس النقب (الحفر) كعلاج لأمراض مختلفة من ضمنها الصرع وكسور الجمجمة، من بين ثمانية جماجم مثقوبة أو محفورة من القرن السادس حتى القرن الثامن وجدت في جنوب غرب ألمانيا، سبعة منها أظهرت نتائج ودلائل واضحة على التعافي والبقاء على قيد الحياة بعد العملية، مما يدل على ارتفاع معدل النجاة والبقاء على قيد الحياة وانخفاض معدل الإصابة.
في مقابر المجريين ماقبل المسيحية (باقان) وجد علماء الآثار ارتفاع معدل الجماجم المثقوبة المستغرب بنسبة 12.5% كانت العملية تجرى فقط للبالغين، مع معدل متشابه للذكور والإناث، ويزداد مع تقدم العمر والثروة، اختفت هذه العادة فجأة مع بداية العصر المسيحي.

## الممارسات الطبية الحديثة
الحفر أو الثقب هو علاج استخدم للتخدير فوق الجافية والورم تحتها وللتدخل الجراحي لبعض الإجراءات والجراحات العصبية كالمراقبة والسيطرة على الضغط داخل القحف يستخدم الجراحون الحديثون عادة مصطلح القحف لهذه العملية. ومن المتوقع أن يستبدل الجزء المزال من الجمجمة بأسرع وقت ممكن. إذا لم تستبدل العظمة (القطعة المزالة من الجمجمة) فيعتبر هذا الإجراء ب (craniectomy) قطع القحف أو الجمجمة أداة الحفر والثقب متوفرة الآن الحافات المغطية بالألماس، وهي أخف صدمة وألما من الكلاسيكية حادة الأسنان وهي سلسلة ورقيقة على الأنسجة اللينة وتقطع العظم فقط.

## الثقب أو (النقب) التطوعي
على الرغم من أنها تعتبر علوم زائفة على النطاق الواسع، ممارسة الحفر مازالت مستمرة لفوائد طبية أخرى مزعومة، من ناحية أخرى أشار بعض المؤيدين إلى الأبحاث المجراه مؤخرًا أنها رأت زيادة امتثال الجمجمة بعد خضوعها لعملية الحفر، مع الزيادة الناتجة في تدفق الدم، وتوفير بعض المسوغات والمبررات لهذه العملية مارس الأفراد عملية النقب الغير طارئة لأغراض نفسية، من أبرز الدعاة لهذه العملية من وجهة النظر الحديثة هو (بيتر هالفرسون) حفر ثقباً في الجزء الأمامي من جمجمته لرفع حجم دم الدماغ.
أبرز نظرية شعبية عن فوائد الثقب الذاتي تم عرضها من قبل (بارت هيوز) (قد يسمى بارت هيوز وأحيانا يطلق عليه الطبيب بارت هيوز رغم عدم إكماله لشهادة الطب). يشير هيوز إلى أن عملية الثقب تؤدي إلى زيادة مقدار الدم في الدماغ، وبالتالي التعزيز من عملية الأيض الدماغي بطريقة مماثلة للموسعات الدماغية كنبتة الجنكو، لكن لا توجد نتائج منشورة تدعم هذه الفرضيات.
في أحد فصول كتاب (Eccentric Lives & Peculiar Notions) (حياة غريبة الأطوار ومفاهيم غريبة) لـ (جون ميشل)، يستشهد هيوقز بريادته لفكرة الثقب في رسالته العلمية في سنة 1962 بعنوان (Homo Sapiens Correctus) والتي غالبًا ما استشهد بها مؤيدي هذه العملية من بين الفرضيات الأخرى، أشار هيوقز إلى أن الأطفال لديهم حالة وعي أكبر حيث أن جماجمهم غير كاملة الإغلاق، حالة الوعي الطفولي عن طريق الثقب الذاتي من ناحية أخرى، يشير هيوز للفوائد العديدة التي ستنتج من السماح للمخ بالخفق والعمل بحرية.
يقتبس ميشل كتاب يدعى (الثقب المجوف) للكاتب (جوي ميلن) في وقت كتابة القطعة أدناه"جوي وشريكته أماندا فيلدنق قد أقدموا على محاولتين لإجراء عملية الثقب لميلين انتهت المحاولة الثانية بإدخال ميلين إلى المستشفى، حيث توبخ عدة مرات وأرسل لتقييمه نفسيًا وبعد عودته إلى المنزل، قرر ميلن المحاولة مرة أخرى. يصف تجربته الثالثة عن الثقب الذاتي، بعد بعض الوقت كان هناك صوتًا مشؤومًا ومحتدًما وجه منشار الجمجمة خارجًا ومازال صوت الغرغرة مستمرا بدا الأمر وكأنه فقاعات هواء موجودة أسفل الجمجمة كما أنها ضغط عليها لتخرج نظرت إلى المنشار ووجدت عليه قطعة من العظم في الأخيرأجرى فيلدنق عملية الثقب الذاتي لنفسه، بينما كانت ميلين تصور العملية للفيلم المدعى (نبضات الدماغ) الذي ظن لوقت طويل أنه ضائع، ويمكن رؤية أجزاء من الفيلم في الفيلم الوثائقي (ثقب في الرأس).
وصف ميشل أيضًا مجموعة بريطانية أيدت عملية الثقب الذاتي للسماح للدماغ بالحصول على مساحة أكبر وكمية أوكسجين أكثر، بعض الممارسين الحديثين لهذه العملية أشاروا إلى احتوائها إلى عدة فوائد طبية، كعلاج للاكتئاب أو الأمراض النفسية الأخرى.
في سنة 2000 رجلان من مدينة سيدار في ولاية يوتا حُوكموا لممارستهم الطب من غير رخصة بعد إجرائهم لعملية الثقب لإمراة إنجليزية لعلاجها من متلازمة التعب المزمن ومن الاكتئاب.